# Panambi
Panambi ist eine Gemeinde (municipio) in Rio Grande do Sul, Brasilien, und liegt auf der Rio-Grandensischen Hochebene.
In Panambi kreuzen sich zwei große Autobahnen: die von Nord nach Süd verlaufende BR-158 und die von Ost nach West laufende BR-285.
Es ist wie viele andere Städte der Gegend geprägt von der Architektur europäischer Einwanderer. Die Bevölkerung ist mehrheitlich deutscher Abstammung.
In Panambi gibt es einen Campus der Universidade Regional do Noroeste do Estado do Rio Grande do Sul (Regionale Universität des Nordwestens von Rio Grande do Sul), deren Rektorat in Ijuí liegt. Im Jahr 2010 wurde das Instituto Federal Farroupilha errichtet mit vier freien und fünf technischen Studiengängen.

## Ortsname
Panambi ist ein Tupi-Wort und bedeutet „(Fluss-)Tal der Schmetterlinge“, eine Vereinigung aus Panama (Schmetterling, Tagfalter) und ’y (Fluss). Die Gemeinde ist wegen ihrer Metallindustrie auch unter dem Spitznamen „Stadt der Maschinen“ bekannt.

## Geschichte
Bis zur Ankunft der ersten europäischen Siedler im sechzehnten Jahrhundert, war die Region von Guaraní und Kaingang bewohnt.
Den Ursprung der heutigen Stadt bildete im Jahr 1899 die Gründung der Kolonie Neu-Württemberg.
Der deutsche Verleger Hermann Meyer kaufte Land in Cruz Alta und siedelte dort deutsche Einwanderer an, die sich bereits in Rio Grande do Sul aufhielten. Als Verwalter der Siedlung setzte Meyer den ebenfalls deutschstämmigen Carlos Dhein ein, später auch ab 1909 Pastor Hermann Faulhaber, unter dem sich die Kolonie stark entwickelte. 1919 lebten in der Region 178 Familien württembergische Einwanderer.
Im Jahr 1901 änderte Neu Württemberg seinen Namen in Elsenau, nach der Gattin Hermann Meyers. 1938 nannte es sich dann Pindorama, 1944 Tabapirã, und im selben Jahr nahm es seinen heutigen Namen Panambi an.
Am 15. Dezember 1954 wurde Panambi aus Cruz Alta und Palmeira das Missões als eigenständige Gemeinde ausgegliedert.

## Söhne und Töchter der Gemeinde
In Panambi wurden geboren:
- Raduan Nassar (* 1935),  brasilianischer Schriftsteller libanesischer Herkunft
- Élio Eugênio Müller (1944–2016), brasilianischer Geistlicher und Soldat
- Detlef Löschmann (* 1958), deutscher Rundfunkjournalist
- Caroline Trentini (* 1987), brasilianisches Model